# Estrecho de Bolívar
El estrecho de Bolívar (también llamado a veces canal Bolívar) es un cuerpo de agua en el océano Pacífico que separa la costa noroeste de la isla Isabela de la costa este de la isla Fernandina, en el parque nacional y archipiélago de las islas Galápagos, en la provincia del mismo nombre al oeste del país suramericano de Ecuador. Al norte del estrecho se encuentran la punta tortugas y la bahía de Bancos (ambos en Isabela) en el centro se encuentra la bahía Urbina (Isabela) y al sur la bahía Isabel.